# یواس‌اس گرندییر (اس‌اس-۲۱۰)
یواس‌اس گرندییر (اس‌اس-۲۱۰) (به انگلیسی: USS Grenadier (SS-210)) یک زیردریایی بود که طول آن ۳۰۷ فوت ۲ اینچ (۹۳٫۶۲ متر) بود. این زیردریایی در سال ۱۹۴۰ ساخته شد.